# La Ferté-Saint-Samson
La Ferté-Saint-Samson – miejscowość i gmina we Francji, w regionie Normandia, w departamencie Sekwana Nadmorska.
Według danych na rok 1990 gminę zamieszkiwały 333 osoby, a gęstość zaludnienia wynosiła 17 osób/km² (wśród 1421 gmin Górnej Normandii La Ferté-Saint-Samson plasuje się na 582. miejscu pod względem liczby ludności, natomiast pod względem powierzchni na miejscu 59.).